# Let's Feast
Let's Feast är en svensk Youtube-duo som bildade sin kanal i augusti 2015 och laddade upp sitt första klipp i oktober 2015. Duon består av Doris och Cristian från Norrköping, som främst producerat humorklipp. Kanalen är svenskspråkig och hade år 2017 cirka 300 000 prenumeranter. Kanalen har haft samarbeten med Jocke och Jonna som också kommer ifrån Norrköping.